# Dieudonné Niangouna
Dieudonné Niangouna, né le 13 février 1976 à Brazzaville au Congo, est un auteur dramatique, metteur en scène et acteur.

## Parcours
Dieudonné Niangouna est né le 13 février 1976 à Brazzaville. Il y fait sa formation artistique au près de Massengo Ma  Mbongolo dans la Troupe de Théâtre Kongo dia Ntotila. Il fonde en 1997 la compagnie Les Bruits de la rue, avant d’être reconnu sur la scène internationale. Mêlant langue classique, populaire et poétique, ses textes sont empreints de la réalité congolaise qu’il a vécue : les ravages causés par la guerre civile et les séquelles de la colonie française.
En 2003, ensemble avec Abdon Fortuné Koumbha, Jean Felhyt Kimbirima, Arthur Vé Batouméni et Ludovic Louppé, Dieudonné Niangouna crée le festival Mantsina sur scène qui se tient chaque mois de décembre à Brazzaville. En 2003 Dieudonné Niangouna est directeur artistique de Mantsina sur Scène. À partir de 2004 il est directeur artistique et général du dit festival jusqu’en 2015, année où il se retire et donne la direction du festival à Sylvie Dyclo-Pomos. 
En 2005, il fait partie des quatre auteurs de théâtre d’Afrique présentés en lecture à la Comédie-Française (Théâtre du Vieux-Colombier) puis est programmé à plusieurs reprises au festival d’Avignon : avec Attitude Clando en 2007, Les Inepties volantes en 2009, Shéda en 2013, édition durant laquelle il est artiste associé de la manifestation.
Ces dernières années, il a notamment créé Le Kung Fu aux Laboratoires d’Aubervilliers, au Künstlerhaus Mousonturm à Francfort, au Théâtre Vidy-Lausanne, au Piccolo Teatro de Milan et au Théâtre national de Strasbourg (2014-2015) et Nkenguegi au Théâtre Vidy-Lausanne, puis à la MC93, au Künstlerhaus Mousonturm à Francfort et en tournée (2016-2017).
En 2013, il est artiste associé au festival d'Avignon.
L'édition 2015 du festival Mantsina sur scène, dédiée à Sony Labou Tansi dont ce sont les 20 ans de la mort, abandonne les lieux de théâtre institutionnels de Brazzaville pour se produire dans les rues et les parcelles à la rencontre du public, ce qui sera interprété comme une conséquence de l'engagement de Dieudonné Niangouna. Il précisera cependant avoir eu dès l'origine de cette douzième édition le projet de jouer « hors les murs ».
De 2014 à 2018, il est artiste associé au Künstlerhaus Mousonturm à Frankfurt 
En 2014, il est, pendant une année, artiste associé au Laboratoire d’Aubervilliers 
En 2019, il est, pendant une saison, artiste associé au Théâtre des Quartiers d'Ivry.
De 2018 à 2021, il est artiste associé au Théâtre des 13 Vents - Montpellier 
De 2020 à 2023, il est artiste associé à la Manufacture - Centre Dramatique National de Nancy 

En 2015, il reçoit le prix littéraire des lycéens, apprentis et stagiaires de la formation professionnelle en Île-de-France pour sa pièce de théâtre M’appelle Mohamed Ali. 
L'Académie française lui décerne, en 2021, le prix du jeune théâtre Béatrix-Dussane–André-Roussin pour l'ensemble de ses ouvrages dramatiques.
En 2024, il est reçoit le prix littéraire, Le Grand Prix Afrique Avant Garde, pour son deuxième roman, La Mise en Papa. 

## Prise de position politique
En 2015, il s'oppose au projet de réforme constitutionnelle proposé par Denis Sassou N'Guesso au référendum en signant une lettre ouverte « Nous ne sommes pas tous des Néron ».

## Œuvres

### Pièces
- Carré Blanc, texte et mise en scène, acteur, Festival des Francophonies en Limousin, 2002
- Patati Patatras et des Tralalas ou Les chiens écrasés, texte et acteur, Théâtre du Colombier à Bagnolet, 2002
- Intérieur-Extérieur / Version sur la route, texte, mise en scène, acteur, Gare au Théâtre Vitry-sur-Seine, 2003
- Banc de Touche, texte et mise en scène, Festival des Récréâtrales et Le Tarmac de la Villette, Ouagadougou - Paris, 2004-2006
- Attitude Clando, texte, mise en scène, acteur, Festival d’Avignon 2007
- Les Inepties volantes, texte et mise en scène, acteur, festival d'Avignon 2009
- SPR, texte et mise en scène, Festival des Récréâtrales, 2010
- Le Socle des Vertiges, texte et mise en scène, acteur, Festival des Francophonies à Limoges, 2011
- Shéda, texte et mise en scène, acteur, Festival d'Avignon, 2013[4],[9]
- Au-delà, texte, Festival d’Avignon, 2013
- M’appelle Mohamed Ali, texte, Festival de Luxembourg, 2013
- Le Kung-Fu, texte et mise en scène, acteur, Théâtre de Vidy, 2015
- Nkenguégi, texte, mise en scène, acteur, Théâtre de Vidy-Lausanne, 2016
- Papa Wemba, le singe avait raison, texte, mise en scène, acteur, Festival Les Francophonies, 2017
- Fantôme, texte et mise en scène, Berliner Ensemble, 2018
- Et Dieu ne pesait pas lourd..., texte, MC93 de Bobigny, 2016
- Immatériel, texte, Théâtre des Ateliers, Aix-en-Provence, 2016
- Prospéro, texte et mise en scène, Récréâtrales, Ouagadougou, 2018
- Trust / Shakespeare / Alléluia[10], texte, mise en scène et scénographie, acteur, MC93 de Bobigny, 2019
- La patience de l’araignée, texte, 2021
- Pokou, texte, Centre Franco-Guinéen, 2021
- De ce côté, texte, mise en scène et scénographie, acteur, 2021 Théâtre du Nord 25-29 janvier 2022
- Portrait Désir, texte, mise en scène, acteur, MC93 de Bobigny, 2022
- Kimpa Vitae, texte, Festival de Marseille 2023
- Shéda, texte et mise en scène, Festival Les Praticables - Bamako, 2023
- À nos combats, texte, Théâtre de la Ville, 2024
- Opération Rumba, texte, mise en scène et scénographie, acteur, TAP - Poitiers, 2025

### Œuvres publiées
- Carré blanc, suivi de Pisser n'est pas jouer, Yaoundé, Cameroun, Éditions Interlignes, 2006, 48 p.  (ISBN 9956-435-04-X)
- Traces, récits & pièces, Le Puy-en-Velay, France, Éditions Carnets livres, 2007, 438 p.  (ISBN 2-916154-19-1)
- Souvenirs des années de guerre, Éditions Carnets livres, 2009
- Les Inepties volantes, suivi de Attitude clando, Besançon, France, Les Solitaires Intempestifs, 2010, 92 p.  (ISBN 978-2-84681-287-0)
- Le Socle des vertiges, Besançon, France, Les Solitaires Intempestifs, 2011, 77 p.  (ISBN 978-2-84681-333-4)
- Acteur de l’écriture, Besançon, France, Les Solitaires Intempestifs, coll. « Du désavantage du vent », 2011, 59 p.  (ISBN 978-2-84681-385-3)
- M’appelle Mohamed Ali, Besançon, France, Les Solitaires Intempestifs, 2014
- Le Kung-Fu, Besançon, France, Les Solitaires Intempestifs, 2014
- Nkenguégi, Besançon, France, Les Solitaires Intempestifs, 2016.
- Immatériel, Editions CANA, 2016
- Et Dieu ne pesait pas lourd... (suivi de) Un rêve au-delà, Besançon, France, Les Solitaires Intempestifs, 2016
- Sony chez les chiens suivi de Blues pour Sony, Acoria éditions, 2016, 80 p.  (ISBN 9782355721557)
- Fantôme, Besançon, France, Les Solitaires Intempestifs, 2019
- Trust / Shakespeare / Alléluia, Les Solitaires Intempestifs, 2019
- La patience de l’araignée (suivi par) De e coté, Besançon, France, Les Solitaires Intempestifs, 2021
- Rêve en carton, Éditions Project'îles, 2021, 180 p.  (ISBN 978-2-493036-01-8)
- Papa tombe dans la lune, (roman), Éditions L'Œil d'or, janvier 2022, 230 p.  (ISBN 978-2-490437-13-9)
- La Mise en Papa, (roman), Éditions L'Œil d'or, janvier 2023, 275 p.  (ISBN 978-2-490437-20-7) ((Grand prix Afrique Avant garde 2023)
- Salve d'honneur pour orchestre à papa, (roman), Éditions L'Œil d'or, 2024, 600 p.  (ISBN 978-2-490437-35-1)
- Opération Rumba, Besançon, France, Les Solitaires Intempestifs, 2025